# Mecothrix
Mecothrix is een geslacht van vlinders van de familie van de visstaartjes (Nolidae), uit de onderfamilie van de Nolinae. Dit geslacht is voor het eerst wetenschappelijk beschreven door Hermann Heinrich Hacker in een publicatie uit 2012. De soorten van dit geslacht komen voornamelijk in tropisch Afrika voor.

## Soorten
- Mecothrix abyssinica (Hacker, 2012)
- Mecothrix adelpha (Fletcher D. S., 1958)
- Mecothrix aegyptiaca (Snellen, 1875)
- Mecothrix afroalpina (Hacker, 2012)
- Mecothrix balealpina (Hacker, 2012)
- Mecothrix bittermanni (Hacker, 2012)
- Mecothrix brachymorpha (Hacker, 2012)
- Mecothrix calochromata (Hacker, 2014)
- Mecothrix denauxi (Orhant, 2003)
- Mecothrix destituta (Hacker, 2012)
- Mecothrix flaviciliata (Hampson, 1901)
- Mecothrix guillermeti (Orhant, 2003)
- Mecothrix herbuloti (Toulgoët, 1982)
- Mecothrix iridescens (van Son, 1933)
- Mecothrix lobmayeri (Hacker, 2012)
- Mecothrix maputuana László, 2019
- Mecothrix melalopha (Hampson, 1900)
- Mecothrix mineti (Hacker, 2012)
- Mecothrix obliquilinealis (Toulgoët, 1972)
- Mecothrix omphalota (Hampson, 1903)
- Mecothrix phaeocraspis (Hampson, 1909)
- Mecothrix phoenicosa (Hacker, 2014)
- Mecothrix poliophasma (Fletcher D. S., 1958)
- Mecothrix rubicastanea (Hacker, 2014)
- Mecothrix toulgoetiana (Hacker & Hoppe, 2012)
- Mecothrix triangulalis (Toulgoët, 1962)
- Mecothrix undulata (Fletcher D. S., 1962)
- Mecothrix usambara (Hacker, 2012)
- Mecothrix vidoti (Legrand, 1966)